# Ekspedycja 34
Ekspedycja 34 – stała załoga Międzynarodowej Stacji Kosmicznej, która sprawowała swoją misję od 18 listopada 2012 do 15 marca 2013 roku. Ekspedycja 34 rozpoczęła się wraz z odłączeniem od stacji statku Sojuz TMA-05M i trwała do odcumowania od ISS statku Sojuz TMA-06M.

## Załoga
Astronauci Oleg Nowicki, Kevin Ford i Jewgienij Tariełkin przybyli na ISS 25 października 2012 roku na pokładzie Sojuza TMA-06M i weszli w skład Ekspedycji 33. Po odłączeniu od stacji Sojuza TMA-05M stali się oni członkami 34. stałej załogi ISS. Początkowo znajdowali się oni na stacji jedynie w trójkę. 21 grudnia 2012 roku dołączyli do nich Roman Romanienko, Thomas Marshburn i Chris Hadfield, którzy przybyli na pokładzie Sojuza TMA-07M.
Gdy 15 marca 2013 roku Sojuz TMA-06M odłączył się od stacji z Nowickim, Fordem i Tariełkinem na pokładzie, zakończyła się misja Ekspedycji 34. Jednocześnie kosmonauci Romanienko, Marshburn i Hadfield przeszli w skład 35. stałej załogi ISS.
| Funkcja              | Pierwsza część (18.11-21.12.2012)               | Druga część (21.12.2012-15.03.2013)             |
| -------------------- | ----------------------------------------------- | ----------------------------------------------- |
| Dowódca              | Kevin Ford, NASA 2. lot kosmiczny               | Kevin Ford, NASA 2. lot kosmiczny               |
| Inżynier pokładowy 1 | Oleg Nowicki, Roskosmos 1. lot kosmiczny        | Oleg Nowicki, Roskosmos 1. lot kosmiczny        |
| Inżynier pokładowy 2 | Jewgienij Tariełkin, Roskosmos 1. lot kosmiczny | Jewgienij Tariełkin, Roskosmos 1. lot kosmiczny |
| Inżynier pokładowy 3 |                                                 | Thomas Marshburn, NASA 2. lot kosmiczny         |
| Inżynier pokładowy 4 |                                                 | Chris Hadfield, CSA 3. lot kosmiczny            |
| Inżynier pokładowy 5 |                                                 | Roman Romanienko, Roskosmos 2. lot kosmiczny    |

## Galeria

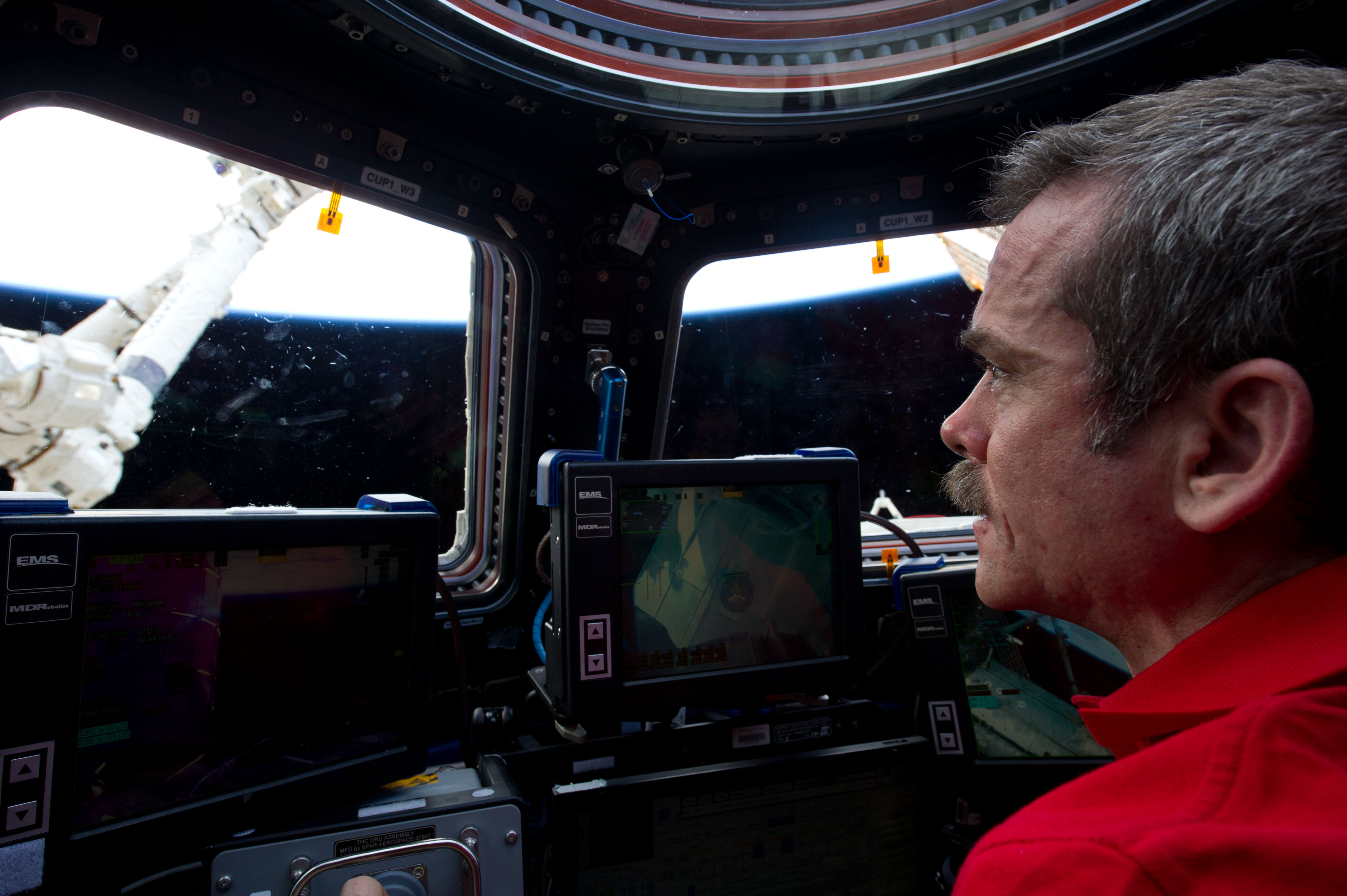
Chris Hadfield w module Cupola
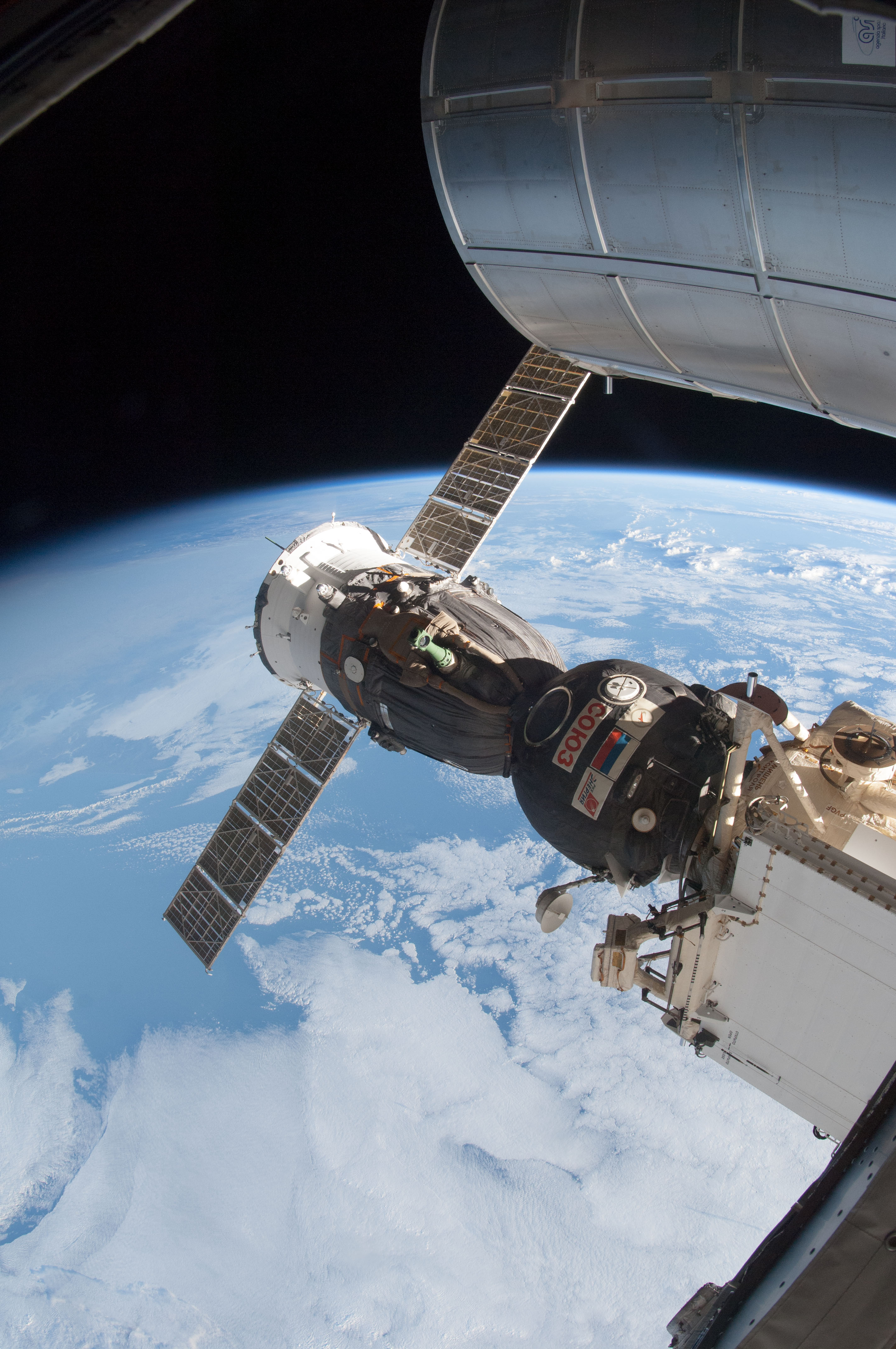
Sojuz TMA-07M zadokowany do modułu Rasswiet
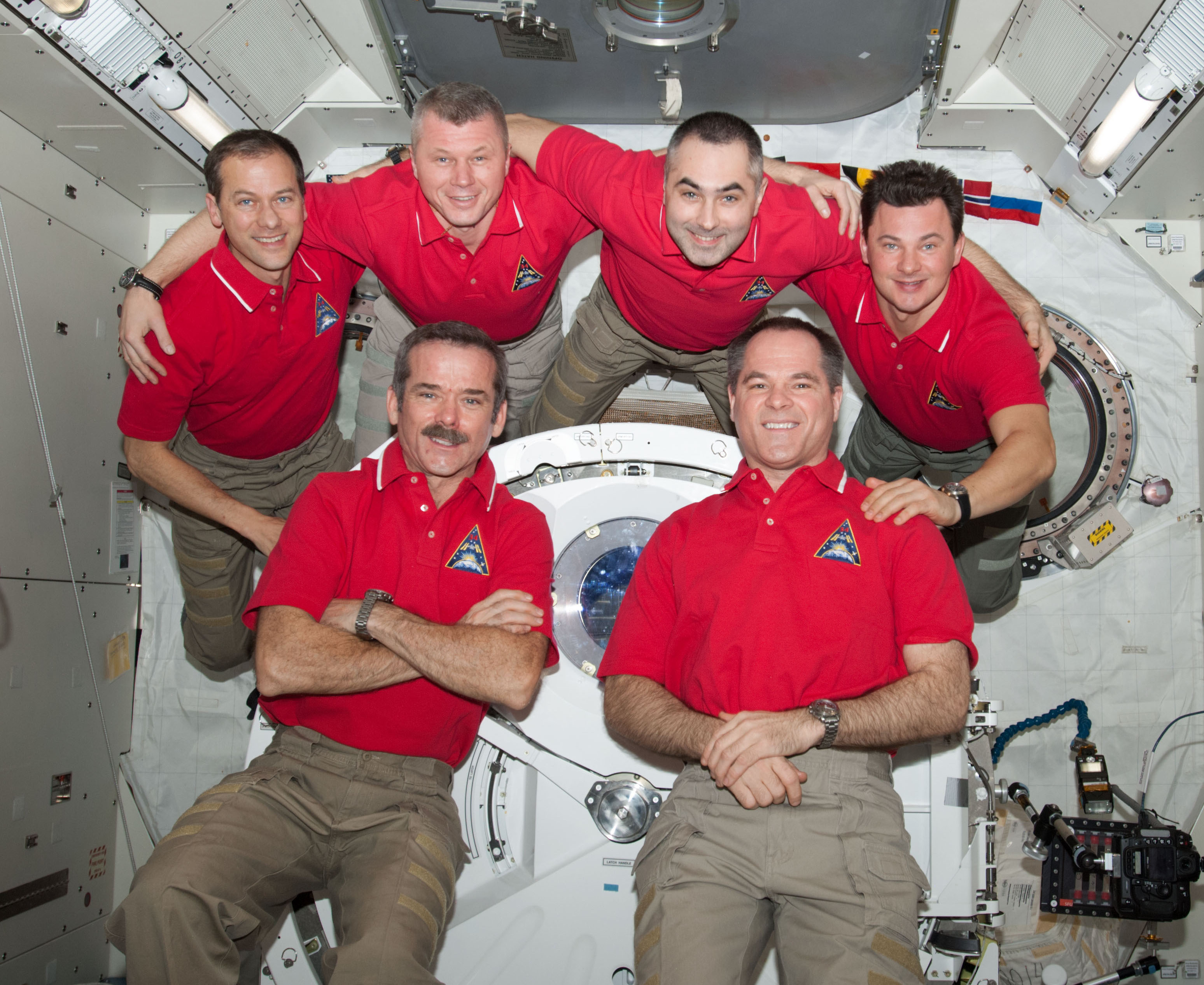
Załoga Ekspedycji 34 w module Kibō